# Danmark Rundt
Danmark Rundt je etapový mužský cyklistický závod konaný v Dánsku. Závod byl založen v roce 1985. V roce 2020 se závod stal součástí UCI ProSeries. Hlavním sponzorem je dánská národní poštovní společnost PostNord. Z toho důvodu se závod oficiálně jmenuje PostNord Danmark Rundt. V anglicky mluvících médiích je závod často nazýván Tour of Denmark. Ročník 2020 byl zrušen kvůli pandemii covidu-19.

## Seznam vítězů
| Rok       | Země                               | Jezdec                             | Tým                                |
| --------- | ---------------------------------- | ---------------------------------- | ---------------------------------- |
| 1985      | Itálie                             | Moreno Argentin                    | Sammontana–Bianchi                 |
| 1986      | Dánsko                             | Jesper Worre                       | Selca–Conti–Galli                  |
| 1987      | Dánsko                             | Kim Andersen                       | Toshiba                            |
| 1988      | Austrálie                          | Phil Anderson                      | TVM                                |
| 1989–1994 | Nejelo se                          | Nejelo se                          | Nejelo se                          |
| 1995      | Dánsko                             | Bjarne Riis                        | Gewiss–Ballan                      |
| 1996      | Itálie                             | Fabrizio Guidi                     | Scrigno                            |
| 1997      | Nizozemsko                         | Servais Knaven                     | TVM                                |
| 1998      | Belgie                             | Marc Streel                        | Casino–Ag2r                        |
| 1999      | Spojené státy                      | Tyler Hamilton                     | U.S. Postal Service                |
| 2000      | Dánsko                             | Rolf Sørensen                      | Rabobank                           |
| 2001      | Spojené království                 | David Millar                       | Cofidis                            |
| 2002      | Dánsko                             | Jakob Piil                         | CSC–Tiscali                        |
| 2003      | Německo                            | Sebastian Lang                     | Gerolsteiner                       |
| 2004      | Norsko                             | Kurt Asle Arvesen                  | Team CSC                           |
| 2005      | Itálie                             | Ivan Basso                         | Team CSC                           |
| 2006      | Švýcarsko                          | Fabian Cancellara                  | Team CSC                           |
| 2007      | Norsko                             | Kurt Asle Arvesen                  | Team CSC                           |
| 2008      | Dánsko                             | Jakob Fuglsang                     | Team Designa Køkken                |
| 2009      | Dánsko                             | Jakob Fuglsang                     | Team Saxo Bank                     |
| 2010      | Dánsko                             | Jakob Fuglsang                     | Team Saxo Bank                     |
| 2011      | Austrálie                          | Simon Gerrans                      | Team Sky                           |
| 2012      | Nizozemsko                         | Lieuwe Westra                      | Vacansoleil–DCM                    |
| 2013      | Nizozemsko                         | Wilco Kelderman                    | Belkin Pro Cycling                 |
| 2014      | Dánsko                             | Michael Valgren                    | Tinkoff–Saxo                       |
| 2015      | Dánsko                             | Christopher Juul-Jensen            | Tinkoff–Saxo                       |
| 2016      | Dánsko                             | Michael Valgren                    | Tinkoff                            |
| 2017      | Dánsko                             | Mads Pedersen                      | Trek–Segafredo                     |
| 2018      | Belgie                             | Wout van Aert                      | Vérandas Willems–Crelan            |
| 2019      | Dánsko                             | Niklas Larsen                      | Team ColoQuick                     |
| 2020      | Nejelo se kvůli pandemii covidu-19 | Nejelo se kvůli pandemii covidu-19 | Nejelo se kvůli pandemii covidu-19 |
| 2021      | Belgie                             | Remco Evenepoel                    | Deceuninck–Quick-Step              |
| 2022      | Francie                            | Christophe Laporte                 | Team Jumbo–Visma                   |
| 2023      | Dánsko                             | Mads Pedersen                      | Lidl–Trek                          |
| 2024      | Belgie                             | Arnaud De Lie                      | Lotto–Dstny                        |